# TA,Cool
TA,Cool（本名：渡邊 卓）は、日本の作曲家、編曲家、音楽プロデューサー。

## 概要
1986年に湯川れい子にデモテープを送り、認められ2年間師事。1989年にプロデューサーとして単身でタイ王国に渡る。帰国後は作曲家、編曲家、プロデューサーとしてCMやアニメなどの作曲を多く手掛けている。

## 作曲した楽曲
- 今井由香
  - 「地図にない未来」（テレビアニメ「マスターモスキートン'99」ED）
- 佐々木真理
  - 「SILENT CITY ～AIKa」（OVA「AIKa」OP）
- 宍戸留美
  - 「No Problem!」
- The S・h・e
  - 「eyes」（OVA「ふしぎ遊戯」挿入歌）
  - 「サヨナラから始めよう」（OVA「鉄腕バーディー」主題歌）
- NAWNAW
  - 「All My Soul」（テレビアニメ「星方天使エンジェルリンクス」主題歌）
- 夏姫＆桜（宮村優子、芝原チヤコ）
  - 「HOLD UP!」（テレビアニメ「はいぱーぽりす」ED）
- 山野さと子
  - 「キミに負けないように」（テレビアニメ「スーパーフィッシング グランダー武蔵」主題歌）
- 渡辺麻友
  - 「風のバイオリン」